# ميل شو
ميل شو (بالإنجليزية: Mel Shaw)‏ هو رسام رسوم متحركة أمريكي، ولد في 19 ديسمبر 1914 في بروكلين في الولايات المتحدة، وتوفي في 22 نوفمبر 2012.

## وصلات خارجية
- الموقع الرسمي
- ميل شو على موقع IMDb (الإنجليزية)
- ميل شو على موقع ألو سيني (الفرنسية)
- ميل شو على موقع أول موفي (الإنجليزية)
- ميل شو على موقع قاعدة بيانات الأفلام السويدية (السويدية)
- ميل شو على موقع قاعدة بيانات الفيلم (الإنجليزية)
- ميل شو على موقع كينوبويسك (الروسية)